# Magic Tour (gira de Bruce Springsteen)
Magic Tour fue una gira musical de Bruce Springsteen y The E Street Band entre 2007 y 2008 por Norteamérica y Europa. La gira, que comenzó el 2 de octubre de 2007 en Hartford (Connecticut) y concluyó el 30 de agosto de 2008 en Milwaukee (Wisconsin), fue la primera de Springsteen con la E Street Band desde la gira Vote for Change en tres años.
Tras finalizar la primera etapa el 19 de noviembre de 2007, el teclista Danny Federici se ausentó de la gira para emprender un tratamiento contra un melanoma. Federici fue reemplazado por Charles Giordano, que tocó con Springsteen en la gira Sessions Band Tour. Federici volvió por primera y última vez a un escenario el 20 de marzo de 2008, durante la tercera etapa de la gira, cuando apareció en porciones del concierto en Indianápolis. Federici falleció el 17 de abril de 2008, lo cual obligó a posponer los dos siguientes conciertos de la gira.
La gira fue una de las más grandes del año y ganó tres premios Billboard Touring Awards: Top Tour, Top Draw y Top Manager. Además, fue la segunda gira con mayor recaudación en 2008 según el ranking de Billboard, con 204,5 millones de dólares de ganancias brutas, solo superado por la gira de Bon Jovi Lost Highway Tour. Según Pollstar, la gira recaudó solo en Norteamérica 69,3 millones de dólares. En cualquier caso, la recaudación total de la gira superó los 235 millones de dólares.

## Personal
The E Street Band
- Bruce Springsteen: voz, guitarra rítmica, guitarra acústica, armónica y piano
- Roy Bittan: piano, sintetizador y acordeón
- Clarence Clemons: saxofón tenor, saxofón barítono, percusión y coros
- Danny Federici: órgano, glockenspiel, acordeón
- Nils Lofgren: guitarra rítmica, guitarra principal, pedal steel guitar, guitarra acústica y coros
- Patti Scialfa: coros y guitarra acústica
- Garry Tallent: bajo y coros
- Steven Van Zandt: guitarra rítmica, mandolina y coros
- Max Weinberg: batería

Con
- Charles Giordano: órgano, acordeón, piano y coros
- Soozie Tyrell: violín, guitarra acústica, coros

Invitados
- The Arcade Fire
- Joe Ely
- Alejandro Escovedo
- Joe Grushecky
- Roger McGuinn

## Fechas de la gira
| 2 de octubre de 2007    | Hartford, Connecticut              | Estados Unidos | Hartford Civic Center             |
| 5 de octubre de 2007    | Filadelfia, Pensilvania            | Estados Unidos | Wachovia Center                   |
| 6 de octubre de 2007    | Filadelfia, Pensilvania            | Estados Unidos | Wachovia Center                   |
| 9 de octubre de 2007    | East Rutherford, Nueva Jersey      | Estados Unidos | Continental Airlines Arena        |
| 10 de octubre de 2007   | East Rutherford, Nueva Jersey      | Estados Unidos | Continental Airlines Arena        |
| 14 de octubre de 2007   | Ottawa, Ontario                    | Canadá         | Scotiabank Place                  |
| 15 de octubre de 2007   | Toronto, Ontario                   | Canadá         | Air Canada Centre                 |
| 17 de octubre de 2007   | Nueva York                         | Estados Unidos | Madison Square Garden             |
| 18 de octubre de 2007   | Nueva York                         | Estados Unidos | Madison Square Garden             |
| 21 de octubre de 2007   | Chicago, Illinois                  | Estados Unidos |                                   |
| 22 de octubre de 2007   | Chicago, Illinois                  | Estados Unidos |                                   |
| 25 de octubre de 2007   | Oakland, California                | Estados Unidos | Oracle Arena                      |
| 26 de octubre de 2007   | Oakland, California                | Estados Unidos | Oracle Arena                      |
| 29 de octubre de 2007   | Los Ángeles, California            | Estados Unidos | Los Angeles Memorial Sports Arena |
| 30 de octubre de 2007   | Los Ángeles, California            | Estados Unidos | Los Angeles Memorial Sports Arena |
| 2 de noviembre de 2007  | Saint Paul, Minnesota              | Estados Unidos | Xcel Energy Center                |
| 4 de noviembre de 2007  | Cleveland, Ohio                    | Estados Unidos | Quicken Loans Arena               |
| 5 de noviembre de 2007  | Auburn Hills, Míchigan             | Estados Unidos | The Palace of Auburn Hills        |
| 11 de noviembre de 2007 | Washington D. C.                   | Estados Unidos | Verizon Center                    |
| 12 de noviembre de 2007 | Washington D. C.                   | Estados Unidos | Verizon Center                    |
| 14 de noviembre de 2007 | Pittsburgh, Pensilvania            | Estados Unidos | Mellon Arena                      |
| 15 de noviembre de 2007 | Albany, Nueva York                 | Estados Unidos | Times Union Center                |
| 18 de noviembre de 2007 | Boston, Massachusetts              | Estados Unidos | TD Banknorth Garden               |
| 19 de noviembre de 2007 | Boston, Massachusetts              | Estados Unidos | TD Banknorth Garden               |
| Europa                  |                                    |                |                                   |
| 25 de noviembre de 2007 | Madrid                             | España         | Palacio de Deportes               |
| 26 de noviembre de 2007 | Bilbao                             | España         | Bizkaia Arena                     |
| 28 de noviembre de 2007 | Milán                              | Italia         | Datchforum                        |
| 1 de diciembre de 2007  | Arnhem                             | Países Bajos   | Gelredome                         |
| 2 de diciembre de 2007  | Mannheim                           | Alemania       | SAP Arena                         |
| 4 de diciembre de 2007  | Oslo                               | Noruega        | Oslo Spektrum                     |
| 8 de diciembre de 2007  | Copenhague                         | Dinamarca      | Forum Copenhagen                  |
| 10 de diciembre de 2007 | Estocolmo                          | Suecia         | Globe Arena                       |
| 12 de diciembre de 2007 | Amberes                            | Bélgica        | Sportpaleis Merksem               |
| 13 de diciembre de 2007 | Colonia                            | Alemania       | Kölnarena                         |
| 15 de diciembre de 2007 | Belfast                            | Reino Unido    | Odyssey Arena                     |
| 17 de diciembre de 2007 | París                              | Francia        | Palais Omnisports de Paris-Bercy  |
| 19 de diciembre de 2007 | Londres                            | Reino Unido    | The O2 Arena                      |
| Norteamérica            |                                    |                |                                   |
| 28 de febrero de 2008   | Hartford, Connecticut              | Estados Unidos | Hartford Civic Center             |
| 2 de marzo de 2008      | Montreal, Quebec                   | Canadá         | Bell Centre                       |
| 3 de marzo de 2008      | Hamilton, Ontario                  | Canadá         | Copps Coliseum                    |
| 6 de marzo de 2008      | Rochester, Nueva York              | Estados Unidos | Blue Cross Arena                  |
| 7 de marzo de 2008      | Buffalo, Nueva York                | Estados Unidos | HSBC Arena                        |
| 10 de marzo de 2008     | Uniondale, Nueva York              | Estados Unidos | Nassau Coliseum                   |
| 14 de marzo de 2008     | Omaha, Nebraska                    | Estados Unidos | Qwest Center Omaha                |
| 16 de marzo de 2008     | Saint Paul, Minnesota              | Estados Unidos | Xcel Energy Center                |
| 17 de marzo de 2008     | Milwaukee, Wisconsin               | Estados Unidos | Bradley Center                    |
| 20 de marzo de 2008     | Indianápolis, Indiana              | Estados Unidos | Conseco Fieldhouse                |
| 22 de marzo de 2008     | Cincinnati, Ohio                   | Estados Unidos | U.S. Bank Arena                   |
| 24 de marzo de 2008     | Columbus, Ohio                     | Estados Unidos | Schottenstein Center              |
| 28 de marzo de 2008     | Portland, Oregón                   | Estados Unidos | Rose Garden                       |
| 29 de marzo de 2008     | Seattle, Washington                | Estados Unidos | KeyArena                          |
| 30 de marzo de 2008     | Vancouver, Columbia Británica      | Canadá         | GM Place                          |
| 4 de abril de 2008      | Sacramento, California             | Estados Unidos | Arco Arena                        |
| 5 de abril de 2008      | San José, California               | Estados Unidos | HP Pavilion at San Jose           |
| 7 de abril de 2008      | Anaheim, California                | Estados Unidos | Honda Center                      |
| 8 de abril de 2008      | Anaheim, California                | Estados Unidos | Honda Center                      |
| 13 de abril de 2008     | Dallas, Texas                      | Estados Unidos | American Airlines Center          |
| 14 de abril de 2008     | Houston, Texas                     | Estados Unidos | Toyota Center                     |
| 22 de abril de 2008     | Tampa, Florida                     | Estados Unidos | St. Pete Times Forum              |
| 23 de abril de 2008     | Orlando, Florida                   | Estados Unidos | Amway Arena                       |
| 25 de abril de 2008     | Atlanta, Georgia                   | Estados Unidos | Philips Arena                     |
| 27 de abril de 2008     | Charlotte, Carolina del Norte      | Estados Unidos | Time Warner Cable Arena           |
| 28 de abril de 2008     | Greensboro, Carolina del Norte     | Estados Unidos | Greensboro Coliseum               |
| 30 de abril de 2008     | Charlottesville, Virginia          | Estados Unidos | John Paul Jones Arena             |
| 2 de mayo de 2008       | Fort Lauderdale, Florida           | Estados Unidos | BankAtlantic Center               |
| Europa                  |                                    |                |                                   |
| 22 de mayo de 2008      | Dublín                             | Irlanda        | RDS Arena                         |
| 23 de mayo de 2008      | Dublín                             | Irlanda        | RDS Arena                         |
| 25 de mayo de 2008      | Dublín                             | Irlanda        | RDS Arena                         |
| 28 de mayo de 2008      | Mánchester                         | Reino Unido    | Old Trafford                      |
| 30 de mayo de 2008      | Londres                            | Reino Unido    | Emirates Stadium                  |
| 31 de mayo de 2008      | Londres                            | Reino Unido    | Emirates Stadium                  |
| 14 de junio de 2008     | Cardiff                            | Reino Unido    | Millennium Stadium                |
| 16 de junio de 2008     | Düsseldorf                         | Alemania       | LTU Arena                         |
| 18 de junio de 2008     | Ámsterdam                          | Países Bajos   | Amsterdam Arena                   |
| 21 de junio de 2008     | Hamburgo                           | Alemania       | HSH Nordbank Arena                |
| 23 de junio de 2008     | Amberes                            | Bélgica        | Sportpaleis Antwerpen             |
| 25 de junio de 2008     | Milán                              | Italia         | San Siro                          |
| 27 de junio de 2008     | París                              | Francia        | Parc des Princes                  |
| 29 de junio de 2008     | Copenhague                         | Dinamarca      | Parken                            |
| 4 de julio de 2008      | Gothenburg                         | Suecia         | Ullevi                            |
| 5 de julio de 2008      | Gothenburg                         | Suecia         | Ullevi                            |
| 7 de julio de 2008      | Oslo                               | Noruega        | Valle Hovin Stadion               |
| 8 de julio de 2008      | Oslo                               | Noruega        | Valle Hovin Stadion               |
| 11 de julio de 2008     | Helsinki                           | Finlandia      | Olympiastadion                    |
| 15 de julio de 2008     | San Sebastián                      | España         | Estadio Anoeta                    |
| 17 de julio de 2008     | Madrid                             | España         | Estadio Santiago Bernabéu         |
| 19 de julio de 2008     | Barcelona                          | España         | Camp Nou                          |
| 20 de julio de 2008     | Barcelona                          | España         | Camp Nou                          |
| Norteamérica            |                                    |                |                                   |
| 27 de julio de 2008     | East Rutherford, Nueva Jersey      | Estados Unidos | Giants Stadium                    |
| 28 de julio de 2008     | East Rutherford, Nueva Jersey      | Estados Unidos | Giants Stadium                    |
| 31 de julio de 2008     | East Rutherford, Nueva Jersey      | Estados Unidos | Giants Stadium                    |
| 2 de agosto de 2008     | Foxboro, Massachusetts             | Estados Unidos | Gillette Stadium                  |
| 15 de agosto de 2008    | Jacksonville, Florida              | Estados Unidos | Veterans Memorial Arena           |
| 16 de agosto de 2008    | North Charleston, Carolina del Sur | Estados Unidos | North Charleston Coliseum         |
| 18 de agosto de 2008    | Richmond, Virginia                 | Estados Unidos | Richmond Coliseum                 |
| 19 de agosto de 2008    | Hershey, Pensilvania               | Estados Unidos | Hersheypark Stadium               |
| 21 de agosto de 2008    | Nashville, Tennessee               | Estados Unidos | Sommet Center                     |
| 23 de agosto de 2008    | San Luis, Misuri                   | Estados Unidos | Scottrade Center                  |
| 24 de agosto de 2008    | Kansas City, Misuri                | Estados Unidos | Sprint Center                     |
| 30 de agosto de 2008    | Milwaukee, Wisconsin               | Estados Unidos | Harleyfest                        |